# Sebastian Rasmussen
Sebastian Rasmussen (Aarhus, Dinamarca; 17 de junio de 2002) es un futbolista de Filipinas nacido en Dinamarca que juega en la posición de delantero con el Hobro IK de la Primera División de Dinamarca desde el año 2023.

## Carrera

### Club
| Periodo   | Club          |
| --------- | ------------- |
| 2021-2022 | Randers Freja |
| 2023      | Hobro IK II   |
| 2023–     | Hobro IK      |

### Selección nacional
Al tener madre filipina, decidió representar a Filipinas en la Eliminatoria para la Copa Asiática Sub-23 de la AFC 2022. Debutó con Filipinas el 23 de diciembre de 2022 en la victoria por 5-1 sobre Brunéi en Manila por el Campeonato de la AFF 2022, partido en el que anotó dos goles.